# Dionýz Szögedi
Dionýz Szögedi (9. října 1944, Licince – 8. září 2020 Tornaľa) byl československý atlet, sprinter.
S atletikou začínal v Košicích, největších úspěchů dosáhl jako člen Dukly Praha. V roce 1969 na ME v atletice v Athénách získal bronzovou medaili ve štafetě na 4 × 100 metrů. Na tomto šampionátu startoval také v běhu na 100 metrů, do semifinále však nepostoupil. V roce 1970 se stal mistrem republiky ve štafetě na 4 × 100 metrů. Jeho osobní rekordy v bězích na 100 metrů (10,3) i 200 metrů (21,3) pocházejí z roku 1967.